# Bernhard Wietek

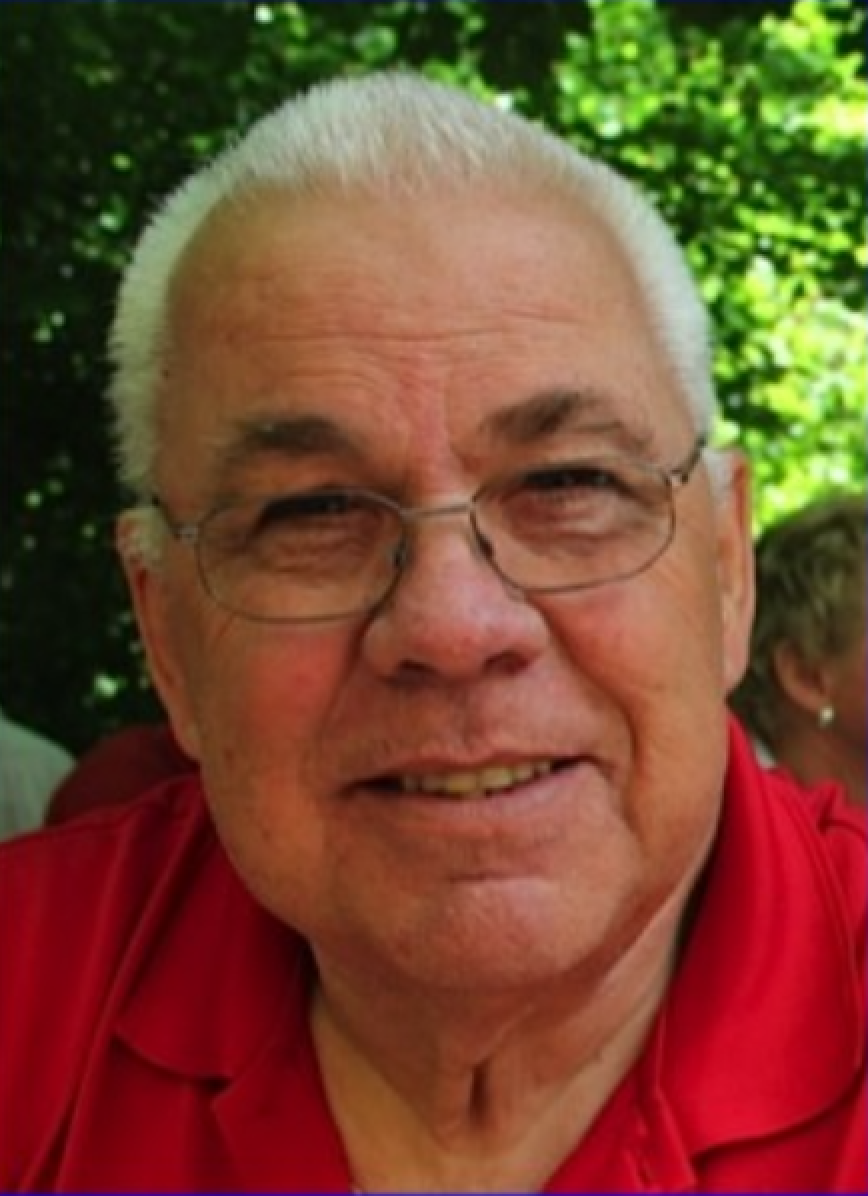
Bernhard Wietek (2018)

Bernhard Wietek (* 24. Mai 1946 in Kufstein, Tirol) ist ein österreichischer Bauingenieur mit dem Schwerpunkt Geotechnik. Zudem ist er als Zivilingenieur für Bauwesen tätig. Von 1981 bis 2003 war er Professor für Bauwesen an der HTL Innsbruck. Als Experte auf dem Gebiet des Bauwesens und der Geotechnik, insbesondere der Sachgebiete Korrosion von Stahl im Beton sowie von Faserbeton mit Stahl- bzw. Kunststofffasern verfasste er zahlreiche Fachbücher und Aufsätze.

## Leben
Bernhard Wietek erwarb 1966 die Matura an der Höheren Technischen Lehranstalt in Innsbruck. Ab 1967 studierte er Bauingenieurwesen an der Technischen Hochschule München. Nach dem Vordiplom 1970 setzte er das Studium an der Technischen Hochschule Karlsruhe fort. Dort legte er 1973 das Examen als Diplomingenieur ab und war anschließend bis 1976 Assistent am Institut für Bodenmechanik. Nach einer internationalen Tätigkeit in einer Ingenieurgemeinschaft machte er sich 1979 als Zivilingenieur für Bauwesen selbständig. 1981 wurde er zum gerichtlich beeidigten Sachverständigen für Tiefbau berufen. Von 1981 bis 2003 war er Professor für Bauwesen an der HTL Innsbruck. Daneben war er von 1982 bis 2007 als Trainer beim Wirtschaftsförderungsinstitut der Tiroler Handelskammer (WIFI) im Bereich des Baumeisterkurses tätig. Mit seinem Ingenieurbüro betreibt er weiterhin zahlreiche Projekte, u. a. auf dem Gebiet der Baugruben-, Hang- und Felssicherungen. Mehrere seiner Erfindungen wurden patentiert.

## Ideen und Erfindungen
Als selbständiger Zivilingenieur sind folgende Ideen entstanden, die sich teilweise bis zum Patent weiter entwickelten:
- Keilfundament, Die Bauwerkslasten werden auch über die Seitenflächen in den Untergrund eingeleitet.
- Drainagepfahl und -wand, es übernimmt dieser Bauteil nicht nur statische, sondern auch hydraulische Funktionen
- Berggarage Seefeld, unter dem Klosterhügel wäre die Möglichkeit eine großzügige Garage zu errichten, die den Sportareal und etlichen Hotels Parkplätze für PKW und Busse ermöglichen würde
- Kathodischer Korrosionsschutz bei Brücken, bei insgesamt 12 Autobahnbrücken in Österreich wurde diese Erhaltungsmaßnahme erfolgreich eingesetzt
- Elektrode zur Korrosionsmessung im Stahlbetonbau, damit kann jederzeit zerstörungsfrei der Zustand der Bewehrung bezüglich Korrosion überprüft werden
- Drainageanker, Mitentwicklung beim Drainageanker von Ischebeck
- Hängebahn für die Alpenquerung, als Ersatz für die Belastung durch den zunehmenden Verkehr durch die bestehenden Täler in den Alpen
- Alpenkristall, eine Bergstation als Kristallform mit Aussichtsplattformen
- Bergbahnhof Innsbruck, Verlegung des Bahnhofes Innsbruck in den Berg nahe dem Brenner Basistunnel
- Faserbeton, Entwicklung eines Berechnungsmodells für Faserbeton
- Bergisel-Stadion, Vision eines erweiterten Stadions, mit dem die Nutzung großzügig erweiterbar ist, ohne die Nachbarschaft zu belasten.

## Veröffentlichungen

### Fachbücher
- Grundbau – Einführung in Theorie und Praxis, 4. Auflage, Manz Verlag 2002, ISBN 3-7068-1206-1
- Baustoffkunde, Huber, Halbermayr, Hollinsky, Pass, Pöhn, Pommer, Wietek, 5. Auflage, Manz Verlag 2011, ISBN 978-3-7068-3906-8
- Stahlfaserbeton, 2. Auflage, Vieweg+Teubner Verlag 2010, ISBN 978-3-8348-0872-1
- Böschungen und Baugruben, 3. Auflage, Springer Vieweg Verlag 2020, ISBN 978-3-658-30872-8
- Faserbeton, 3. Auflage, Springer Vieweg Verlag 2020, ISBN 978-3-658-30874-2
- Beton-Stahlbeton-Faserbeton, Springer Vieweg Verlag 2019, ISBN 978-3-658-27706-2
- Stahlbetonerhaltung, Springer Vieweg Verlag 2019, ISBN 978-3-658-27708-6
- Fiber Concrete, Springer 2021, ISBN 978-3-658-34480-1
- Slopes and Excavations, Springer 2022, ISBN 978-3-658-35852-5

### Aufsätze (Auswahl)
- Dränageverbau. In: Tiefbau-Ingenieurbau-Strassenbau. 05/83, 1983, S. 322–327
- Drainage Walling as Excavation Support. 2nd Int. Conf. On Case Histories in Geotech. Engineering, June 1988, St. Louis, USA, Paper 5.03
- Monitoring the Corrosion of Steel in Concrete. Concrete Society, London 1996
- Ein Korrosions-Meß-System für Daueranker. GD-Anker Kolloquium 1996
- Früherkennung von Korrosion bei Brücken. VÖZ-Kolloquium Forschung und Entwicklung für Zement und Beton, Wien, 4. November 1997
- Erkennen der Größe der Korrosionsflächen bei Vorspanngliedern mit Hilfe von Elektroden. Endbericht Forschungsvorhaben 3525 BMWA, Februar 2000
- Permafrost im Gipfelbereich. Internationale Seilbahnrundschau 2/2007
- Einzigartiger Drainageanker-Einsatz. In: Österreichische Bau Zeitung 9/2008, S. 33–35

### Online-Präsentationen
- Tunnel in Oberlech mit Faserbeton
- Verarbeitung von Faser-Spritzbeton mit Kunststofffaser
- Faserbeton – Eigenschaften im Vergleich zu anderen Baustoffen  (PDF; 0,9 MB)
- Kathodischer Korrosionsschutz allgemein  (PDF; 55 kB)
- Kathodischer Korrosionsschutz im Brückenbau  (PDF; 2,4 MB)
- Idee für Bergbahnhof Innsbruck  (PDF; 2,8 MB)